# Acontia cretata
Acontia cretata is een vlinder uit de familie van de uilen (Noctuidae). De wetenschappelijke naam van de soort is voor het eerst geldig gepubliceerd in 1868 door Augustus Radcliffe Grote & Robinson.